# Magdalena Radkowska-Walkowicz
Magdalena Radkowska-Walkowicz – polska antropolożka kulturowa, socjolożka, dr hab., profesor Instytutu Etnologii i Antropologii Kulturowej oraz prodziekan Wydziału Nauk o Kulturze i Sztuce Uniwersytetu Warszawskiego.

## Życiorys
W 1999 ukończyła studia etnologiczne na Uniwersytecie Warszawskim, 14 grudnia 2005 w Instytucie Filozofii i Socjologii PAN obroniła pracę doktorską Sztuczny człowiek i jego konteksty, w 2014 uzyskała stopień doktora habilitowanego. Została zatrudniona na stanowisku profesora w Instytucie Etnologii i Antropologii Kulturowej na Wydziale Nauk o Kulturze i Sztuce Uniwersytetu Warszawskiego.
Jest zastępcą przewodniczącego Rady Dyscypliny - Nauk o Kulturze i Religii Uniwersytetu Warszawskiego, prodziekanem na Wydziale Nauk o Kulturze i Sztuce Uniwersytetu Warszawskiego i członkiem Komitetu Bioetyki PAN.